# Gurja Himal
Der Gurja Himal ist ein 7193 m hoher Gipfel im Dhaulagiri Himal, einem Teilgebirge des Himalaya in Nepal.
Der Gurja Himal befindet sich 21,3 km westlich von dem Achttausender Dhaulagiri I.
Vom Gurja Himal führt ein Bergkamm nach Norden zum benachbarten Gipfel Dhaulagiri VI (7268 m). Von diesem setzt sich der Bergkamm in östlicher Richtung über Dhaulagiri IV (7661 m), Dhaulagiri V (7618 m), Dhaulagiri III (7715 m) und schließlich zum Dhaulagiri II (7751 m) fort, während nach Westen ein Berggrat zum Churen Himal führt. Vom 3,05 km weiter westlich gelegenen Ghustang (6529 m) ist der Gurja Himal durch einen 6010 m hohen Pass getrennt. Am Gurja Himal spaltet sich der Bergkamm nach Westen und Osten auf. An der Nordwestflanke erstreckt sich der Kaphegletscher, während an der Nordostflanke der Konabongletscher sein Nährgebiet hat.

## Besteigungsgeschichte
Im Jahr 1969 gelang einer japanischen Expedition die Erstbesteigung des Gurja Himal. Die Aufstiegsroute führte vom Kaphegletscher über den Westgrat zum Gipfel.
Tomokuni Saegi und der Sherpa Appa Sherpa erreichten am 1. November 1969 den Gipfel.
Am frühen Morgen des 13. Oktober 2018 meldete die Polizei, dass in dem von einem Erdrutsch zerstörten Basislager am Fuß des Gurja Himal fünf Bergsteiger aus Südkorea und vier Nepali ums Leben gekommen sind, unter ihnen der Höhenbergsteiger Kim Chang-ho, der alle 14 Achttausender in Rekordzeit bestiegen hatte.